# Zahra Joya
Zahra Joya (en persan : زهرا جویا) est une journaliste afghane. Elle est la fondatrice de Rukhshana Media (en), un média en persan (ou « dari » comme cette langue est connue en Afghanistan) et en anglais qu'elle dirige depuis son exil.

## Jeunesse
Zahra Joya est née dans un petit village rural d'une famille Hazara de la province de Bamyan en 1992. Elle avait 5 ans lorsque les talibans ont pris le pouvoir en Afghanistan. De 1996 à 2001, ils ont interdit presque toute éducation aux filles. Joya s'habillait en garçon et s'appelait Mohammed, et marchait aux côtés de son jeune oncle pendant deux heures chaque jour pour se rendre à l'école. Dans une interview avec Angelina Jolie pour Time en 2022, elle a affirmé que certains hommes de sa famille, dont son père, croyaient aux droits des femmes. Après que les États-Unis et leurs alliés ont envahi l'Afghanistan et renversé le gouvernement taliban en 2001, elle a pu abandonner son déguisement et s'inscrire à la faculté de droit de Kaboul, prévoyant de suivre les traces de son père en tant que procureur,. Émue par les histoires inédites de ses camarades de classe, elle a décidé de devenir journaliste, malgré les dangers et les difficultés d'être une femme journaliste en Afghanistan,,,.

## Carrière
Joya travaillait comme directrice adjointe des communications au sein du gouvernement municipal de Kaboul. Parfois, elle était la seule femme parmi ses collègues. Lorsqu'elle a fait cette remarque, on lui a dit que les femmes n'auraient pas les capacités ou les compétences nécessaires pour occuper ce poste.
En décembre 2020, elle fonde Rukhshana Media (en), la première agence de presse féministe du pays. Elle avait été motivée à le faire après la suggestion d'un ami et en raison des réponses de ses collègues masculins concernant le manque de femmes journalistes. Le média a été baptisé Rukhshana en l'honneur d'une jeune fille de 19 ans qui a été lapidée à mort par les talibans en 2015 dans la province de Ghor. La jeune fille a été condamnée à mort pour s'être enfuie avec un amant après que sa famille lui avait arrangé un mariage. L'objectif de Joya était de mettre en lumière la réalité de la vie des femmes afghanes avec des articles publiés et rapportés par des journalistes locales, couvrant des sujets tels que le viol et le mariage forcé. Elle a créé Rukhshana Media avec ses propres économies, mais a dû lancer une collecte de fonds en ligne pour poursuivre ses opérations. Elle a critiqué les talibans et a rendu compte de leur répression contre les femmes fonctionnaires dans les mois précédant le retrait de leurs troupes par les États-Unis et leurs alliés. Quelques jours avant que le pays ne tombe aux mains des talibans, elle a collaboré avec The Guardian pour publier le projet Women Report Afghanistan, rendant compte de la prise de pouvoir par les talibans. Joya et ses collègues ont reçu de nombreuses menaces en raison de leur journalisme.
En raison de ses reportages et de la persécution de longue date des Hazaras par les talibans (en), Joya était une cible des talibans. Craignant pour sa vie, elle décide de fuir le pays. Elle a reçu un avis d'évacuation du gouvernement britannique et a finalement été transportée par avion vers Londres. Elle continue de diriger Rukhshana Media en exil et reste en contact avec son équipe qui lui envoie des reportages depuis l'Afghanistan en secret. La plupart des femmes journalistes afghanes ont été contraintes de quitter leur emploi après la prise de pouvoir,,.

## Prix et reconnaissance
Joya était l'une des 12 femmes nommées Femmes de l'année par Time en 2022. Elle a été reconnue pour son journalisme et a été interviewée par Angelina Jolie.
Joya a reçu le Change Maker Award 2022 de la Fondation Bill-et-Melinda-Gates le 20 septembre 2022. Elle a été honorée comme l'une des 100 femmes de la BBC en décembre 2022.
Rukhshana Media a reçu le prix Marie Colvin aux British Journalism Awards 2021,.